# 아가타 트셰부호프스카
아가타 트셰부호프스카(폴란드어: Agata Trzebuchowska, 1992년 4월 12일 ~ )는 폴란드의 영화 감독, 영화 각본가, 저널리스트, 배우이다. 파베우 파블리코프스키 감독의 2013년 영화 《이다》의 주인공 안나 역으로 이름을 알렸다.

## 출연 작품
- 이다 (2013)